# 孟加拉國語言
孟加拉国的官方及事實國家語言是現代標準孟加拉語。孟加拉語作為該國之通用語，是98%孟加拉人的第一語言。英語雖無正式地位，但在政府、法律、商業、媒體和教育界通行，可被視為孟加拉國的共同國家語言之一（詳見孟加拉英語）。印度斯坦語被部分人視為外國語言。至於生活在孟加拉北部與東南部的土著使用多種不同的當地語言。

## 延伸閱讀
- UNESCO, "Bangladesh: Some endangered languages (information from Ethonologue, UNESCO)", June 2010.

## 外部連結
- Ethnologue report for Bangladesh（页面存档备份，存于）
- Bangla language（页面存档备份，存于）